# Kup „Ružica Meglaj-Rimac” 2006./07.
Kup „Ružica Meglaj-Rimac” 2006./07. bilo je izdanje hrvatskoga kupa u košarci za žene.

## Rezultati
osmina završnice
četvrtzavršnica

### Završni turnir
Igrao se u Dubrovniku, od 31. ožujka do 1. travnja 2007.
poluzavršnica
Gospić CO - Medveščak 94:85

Jolly JBS - PGM Ragusa 86:73
završnica
Gospić CO - Jolly JBS 70:65
Košarkašice gospićkoga Gospić CO osvajačice su hrvatskoga kupa za sezonu 2006./07.